# ساج فليبيني
ساج فليبيني (الاسم العلمي:Tectona philippinensis) هو نوع من النباتات يتبع جنس الساج من الفصيلة الشفوية.